# Remi Adefarasin
Pour les articles homonymes, voir Adefarasin.
Remi Adefarasin (né le 2 février 1948 à Londres) est un directeur de la photographie britannique.
Il a été nommé pour l'Oscar de la meilleure photographie en 1999 pour Elizabeth de Shekhar Kapur lors de la 71e cérémonie des Oscars.

## Filmographie
- 1991 : Truly, Madly, Deeply d'Anthony Minghella
- 1996 : Le Patient anglais (deuxième équipe)
- 1998 : Pile et Face (Sliding Doors)
- 1998 : Elizabeth
- 2000 : Chez les heureux du monde
- 2002 : Pour un garçon (About a Boy)
- 2002 : Amours suspectes (Unconditional Love)
- 2003 : Johnny English
- 2003 : Le Manoir hanté et les 999 Fantômes
- 2004 : En bonne compagnie (In Good Company)
- 2005 : Match Point de Woody Allen (directeur de la photographie)
- 2006 : Scoop
- 2006 : Amazing Grace (directeur de la photographie)
- 2007 : Elizabeth : L'Âge d'or  (Elizabeth: The Golden Age) (directeur de la photographie)
- 2007 : Frère Noël (Fred Claus)
- 2010 : Cemetery Junction
- 2010 : Little Fockers
- 2012 : Sans issue (The Cold Light of Day)
- 2016 : Avant toi (Me Before You) (directeur de la photographie)
- 2019 : Une famille sur le ring (Fighting with My Family) de Stephen Merchant (directeur de la photographie)
- 2021 : Locked Down de Doug Liman (directeur de la photographie)

## Nominations et récompenses
- Remporte le BAFTA Awards en 1999 pour Elizabeth
- Nommé pour l'Oscar de la meilleure photographie en 1999 pour Elizabeth
- Nommé pour Chlotrudis Award de la meilleure photographie